# Kiril Moskalenko
Kiril Semiónovitx Moskalenko (rus: Кири́лл Семёнович Москале́нко) (11 de maig de 1902 – 17 de juny de 1985) va ser un Mariscal de la Unió Soviètica. Membre de l'Exèrcit Roig va lluitar a la Guerra Civil Russa, a la Guerra d'Hivern i a la Gran Guerra Patriòtica. Posteriorment va ser comandant de les Forces Estratègiques de Míssils i Inspector General del Ministeri de Defensa. Va rebre el títol d'Heroi de la Unió Soviètica en dues ocasions.

## Biografia
Moskalenko va néixer al poble de Grixino, prop de Donetsk (Ucraïna). Assistí a diverses acadèmies militars i s'allistà a l'Exèrcit Roig el 1920, lluitant en diversos fronts durant la Guerra Civil Russa. Durant la Guerra d'Hivern va comandar la 51a Divisió de Fusellers.
Quan començà l'operació Barbarroja al juny de 1941, Moskalenko va ser comandant d'una brigada antitancs. Entre juny de 1941 i març de 1942 comandà la 1a Brigada Antitancs, el 15è Cos de Fusellers, el 6è Exèrcit i, finalment, el 6è Cos de Cavalleria. Entre març i juliol de 1942 comandà el 38è Exèrcit, sent nomenat a continuació comandant del 1r Exèrcit Cuirassat (juliol-agost de 1942) i el 1r Exèrcit de la Guàrdia (agost-octubre de 1942), abans de rebre finalment el comandament del 40è Exèrcit, que va ser separat del Front de Vorónej. Moskalenko comandà les seves tropes durant la contraofensiva d'hivern i durant la batalla de Kursk. Gràcies a les seves contribucions en diverses batalles clau, com les de Moscou, Stalingrad i Kursk, Moskalenko va rebre la condecoració d'Heroi de la Unió Soviètica.
Des d'octubre de 1943 i fins al final de la guerra, Moskalenko va comandar el 38è Exèrcit, comandant les tropes soviètiques a Ucraïna, Polònia i Txecoslovàquia.
Després de la guerra, Moskalenko serví en diverses capacitats al Districte Militar de Moscou, abans de ser nomenat comandant en cap al 1953.
El 25 de juliol de 1953, Khrusxov li demanà en secret que arrestés a Béria, detenció que es portà a terme l'endemà durant una trobada del Presídium, amb l'ajut del Mariscal Júkov. A causa del temor que tenia el govern soviètic cap a l'augment de popularitat de Júkov, aquest no podia portar una pistola al Kremlin, i Moskalenko va entrar una pistola d'amagat al Kremlin per tal de detenir a Béria. Durant els següents sis mesos participà en la investigació del "Cas Béria". Al desembre de 1953, el Tribunal Suprem considerà culpable a Béria, després d'un procés de cinc dies, sent afusellat el 23 de desembre.
L'11 de març de 1955 Moskalenko, juntament amb 5 notables comandants més, va ser promogut al rang de Mariscal de la Unió Soviètica. Moskalenko va seguir al Districte Militar de Moscou fins al 1960, quan va ser nomenat comandant de les Forces Estratègiques de Míssils. El 1962 va ser nomenat Inspector General del Ministeri de Defensa.
Kiril Moskalenko va morir el 17 de juny de 1985 a Moscou, sent enterrat al cementiri de Novodévitxi.

## Condecoracions
- Heroi de la Unió Soviètica (2)
- Orde de Lenin (7)
- Orde de la Revolució d'Octubre
- Orde de la Bandera Roja (5)
- Orde de Suvorov de 1a classe (2)
- Orde de Kutuzov de 1a classe
- Orde de Bogdan Khmelnitski de 1a classe
- Orde de la Guerra Patriòtica de 1a classe
- Orde del Servei a la Pàtria a les Forces Armades de 3a classe
- Espasa d'Honor amb l'Escut de la Unió Soviètica
- Medalla del Centenari de Lenin
- Medalla de la defensa de Moscou
- Medalla de la defensa de Stalingrad
- Medalla de la victòria sobre Alemanya en la Gran Guerra Patriòtica 1941-1945
- Medalla del 20è Aniversari de la Victòria en la Gran Guerra Patriòtica
- Medalla del 30è Aniversari de la Victòria en la Gran Guerra Patriòtica
- Medalla del 40è Aniversari de la Victòria en la Gran Guerra Patriòtica
- Medalla per l'Alliberament de Praga
- Medalla del 20è Aniversari de l'Exèrcit Roig
- Medalla del 30è Aniversari de l'Exèrcit i l'Armada Soviètics
- Medalla del 40è Aniversari de les Forces Armades Soviètiques
- Medalla del 50è Aniversari de les Forces Armades Soviètiques
- Medalla del 60è Aniversari de les Forces Armades Soviètiques
- Heroi de la República Socialista de Txecoslovàquia
- Orde de Klement Gottwald (Txecoslovàquia)